# Chrysopsis gossypina
Chrysopsis gossypina là một loài thực vật có hoa trong họ Cúc. Loài này được (Michx.) Elliott mô tả khoa học đầu tiên.